# Saat des Wahnsinns – Clonus Horror
Saat des Wahnsinns – Clonus Horror (Alternativtitel: Clonus) ist ein Spielfilm aus dem Jahr 1979, der eine Mischung aus Science-Fiction-Film und Horrorfilm darstellt. Inszeniert wurde der US-amerikanische Film von Robert Fiveson. Die Produktionskosten betrugen 257.000 US-Dollar. Der Film rückte 2005 wieder ins Bewusstsein der Filmszene, als der Hollywood-Produktion Die Insel Plagiatsvorwürfe gemacht wurden.

## Handlung
Clonus, ein US-amerikanisches Wüstengelände, ist ein Ort, an dem menschliche Klone gezüchtet werden, um als menschliche Ersatzteillager für die finanzielle und politische Elite der USA zu dienen. Einer dieser zur Elite Gehörenden ist der designierte Präsident der USA Jeffrey Knight. Die Klone wissen nichts über ihre Außenwelt. Sie werden durch Wachpersonal des Compounds von der Außenwelt abgeschottet. Da sie nie etwas Anderes kennengelernt haben, wissen sie nicht, dass sie sich in den USA befinden. Den Klonen wird gesagt, dass einige von ihnen nach Amerika gehen dürfen, wenn sie genug physisches Training absolviert haben. Nach der Auswahl einiger Klone feiern diese eine Abschiedsparty. Danach werden sie betäubt und ausgeschlachtet. Die restlichen Körper werden eingefroren. Hauptfigur ist einer der Klone, der seine eigene Existenz hinterfragt und es schafft, vom Gelände zu fliehen. Er wird von Wächtern verfolgt, flieht in eine nahegelegene Stadt und wird von einem pensionierten Journalisten aufgenommen. Dieser bringt ihn zu seinem Sponsor, der zufällig Jeffrey Knights Bruder ist. Knights Bruder Richard und dessen Sohn streiten darüber, was mit dem Klon geschehen solle. Es stellt sich raus, dass der Klon eigentlich Richard als Ersatzteillager dienen soll. Clonus’ Jäger ermorden schließlich den Klon, nachdem sie ihn in eine Falle gelockt haben. Anschließend verhören sie Richard und dessen Sohn. Auch der Journalist wird ermordet. Allerdings hatte dieser es vor seinem Tode noch geschafft, der Presse Belastungsmaterial zuzuspielen, wodurch das Projekt schließlich der Öffentlichkeit bekannt wird.

## Veröffentlichung
- Der Film wurde von Mondo Macabro unter dem Titel Clonus veröffentlicht.
- Die deutsche Erstveröffentlichung erfolgte 1983 auf Video.[2]

## Kontroverse
2005 kam die DreamWorks-Produktion Die Insel mit Ewan McGregor und Scarlett Johansson in den Hauptrollen in die Kinos. Die Handlung dreht sich im Wesentlichen um ein isoliertes Wüstengelände in den USA. Dort werden menschliche Klone gezüchtet, um als menschliche Ersatzteillager für die finanzielle und politische Elite der USA zu dienen. Die Klone wissen nichts über ihre Außenwelt und werden durch das Wachpersonal der Anlage von der Außenwelt abgeschottet. Ihnen wird vorgegaukelt, dass sie zur Belohnung auf eine Insel ziehen dürfen, und als die Hauptfiguren ihre eigene Existenz hinterfragen und es schaffen, vom Gelände zu fliehen, werden sie von Wächtern verfolgt und sie fliehen in eine nahegelegene Stadt. Schließlich wird das Projekt der Öffentlichkeit bekannt gemacht.
Im August 2005 klagten die beiden Regisseure Robert S. Fiveson und Myrl A. Schreibman gegen Warner Bros. und Dreamworks. Sie vertraten im Prozess die Auffassung, dass Michael Bay die Handlung ihres Filmes plagiiert habe. Am 20. November 2006 einigte man sich außergerichtlich auf die Zahlung von einer Million US-Dollar.